# Caritone
Caritone (in greco antico: Χαρίτων?, Charítōn; Afrodisia, ... – ...; fl. forse I-II secolo) è stato un romanziere greco antico.

## Biografia
Caritone nacque ad Afrodisia in Caria, presumibilmente fra il I e il II secolo.
Scarne sono le notizie su di lui e si riducono sostanzialmente all'inizio dell'unica opera conservatasi a suo nome, Il romanzo di Calliroe; così infatti inizia il primo capitolo del romanzo: «Io, Caritone d'Afrodisia, segretario del retore Atenagora...». Su queste poche parole dunque si è concentrato il dibattito degli studiosi, per definire dei dati plausibili su Caritone. Una prima teoria, in seguito confutata, riteneva Caritone un nome fittizio, riferito alle Cariti, divinità che s'accompagnavano ad Afrodite ed Eros, nonché ritenevano fittizia la cittadinanza in Afrodisia, nome che è un chiaro richiamo alla divinità. Tuttavia criteri più eminentemente statistici hanno ritenuto il nome Caritone accettabile in quanto piuttosto frequente nell'onomastica greca, e hanno riscontrato nel romanzo alcuni riferimenti alla città di Afrodisia, non ultima la scelta per alcuni personaggi di nomi tipici di quella città.
Riguardo, invece, al periodo nel quale il romanziere sia vissuto, a lungo lo si è collocato in età assai tarda, fra il V e il VII secolo; tuttavia, il ritrovamento di documenti papiracei indusse ad anticipare l'attività del romanziere al I-II secolo, benché sussistano ancora forti dubbi dovuti a criteri stilistici, che rendono impossibile una datazione certa dell'opera.

## Il romanzo di Calliroe

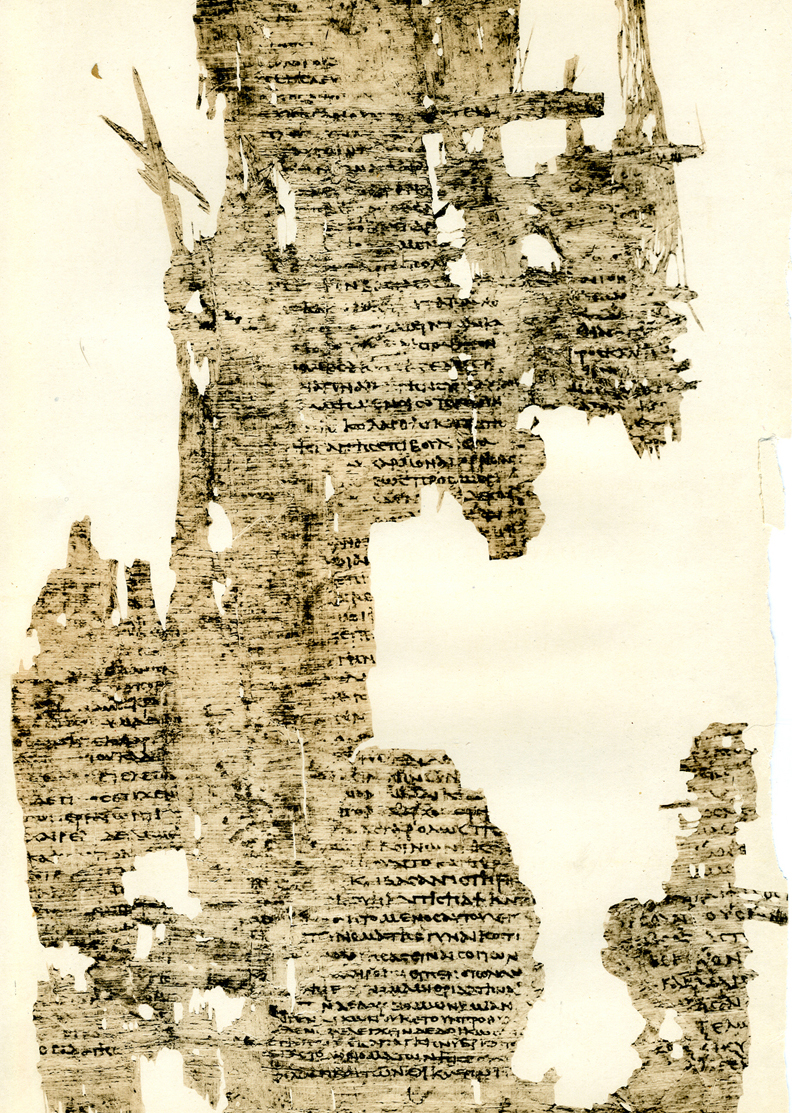
Frammento di un papiro del II o III secolo d.C. con brani del romanzo

Caritone, come detto, è autore de Il romanzo di Calliroe, opera inscrivibile nel quadro del cosiddetto romanzo greco (o ellenistico). In esso si narrano le peripezie di Calliroe, fanciulla siracusana vanto dell'intera Sicilia per la sua bellezza e figlia di Ermocrate (il generale che aveva vinto in battaglia navale gli ateniesi, come più volte viene ricordato nel corso dell'opera), e di Cherea, giovane "primo per bellezza e ricchezza in Siracusa".
A muovere l'intricata azione del romanzo è la Τύχη, cioè il Caso o Fortuna, e l'amore, nelle sue personificazioni in Afrodite e in Eros: saranno infatti queste forze a generare il vortice di passioni, turpitudini, coincidenze che rendono variegata e difficilmente sintetizzabile la vicenda del romanzo.
Punto d'inizio della vicenda è tuttavia l'innamoramento dei due protagonisti, che porta in breve alle nozze, ma conduce anche all'invidia dei pretendenti alla mano di Calliroe, delusi della sconfitta. Questi organizzano dei perfidi intrighi, che porteranno addirittura Cherea a colpire a morte Calliroe con un calcio, credendola adultera. Ma nulla è ciò che appare in quest'opera, e nel giro di poche pagine troviamo la tomba di Calliroe saccheggiata e la donna, viva!, in mano a un manipolo di pirati. Di qui prendono avvio una serie infinita di intrighi, macchinazioni, viaggi, innamoramenti, omicidi, morti apparenti, che condurranno tuttavia alla felice conclusione del romanzo, che vede i due sposi ricongiunti.
Al di là della trama intricatissima e apparentemente banale, è da notare la finezza stilistica e linguistica dell'opera, continuo richiamo alla tradizione della più alta poesia greca, con riferimenti e citazioni da Omero e dai tre tragici, dalla commedia, con riferimento particolare a Menandro e Terenzio, e dalla stessa narrativa romana, con riferimento ad esempio all'opera di Apuleio; inoltre, è da notare la precisione scientifica nella descrizione di fenomeni medici, come la corretta attribuzione al diaframma del compito della respirazione, aspetto meno presente e puntuale negli altri romanzi greci.